# Ishihara Takashi
Ishihara Takashi (japanisch 石原 俊; geboren 3. März 1912 in Tokio; gestorben 31. Dezember 2003) war ein japanischer Unternehmer und Präsident von Nissan.

## Leben und Wirken
Ishihara Takashi schloss 1937 sein Studium an der Universität Tōhoku im Fach Rechtswissenschaften ab und begann bei dem Automobilhersteller „Nissan jidōsha“ (日産自動車) zu arbeiten. Nach dem Zweiten Weltkrieg wurde er 1954 Geschäftsführer des Unternehmens. 1960 eröffnete er die Produktionsstätte in den USA und übernahm dort bis 1965 die Leitung. 1973 wurde er stellvertretender Direktor des Gesamtunternehmens, 1977 Chef des Unternehmens, 1985 Aufsichtsratsvorsitzender. 2001 zog er sich zurück, blieb aber dem Unternehmen als Berater verbunden.
Ishihara wurde mit seinen Aussprüchen wie „Wir müssen Toyota einholen, überholen“ der „Angreifende Ishihara“ genannt. Darüber hinaus förderte das Unternehmen aktiv die Expansion ins Ausland, und die Medien waren voll von der Konfrontation mit dem Vorsitzenden der Automobilarbeitervereinigung (自動車労連, Jidōsha rōren), Shioji Ichirō (塩路 一郎, 1927–2013), der dagegen war. Ishihara gelang es, den Kleinwagen „Sunny“ zur Weltmarke zu machen. 
1980 wurde Ishihara Vorsitzender der „Japan Automobile Manufacturers Association“ (日本自動車工業会, Nihon jidōsha kōgyō-kai) und arbeitete an der Frage freiwilliger Ausfuhrbeschränkungen in die Vereinigten Staaten. Von 1985 bis 1991 war er Sprecher der Wirtschaftsvereinigung „Keizai dōyūkai“ (経済同友会) und war bekannt für scharfe Bemerkungen der Regierungspolitik gegenüber. Er war außerdem Direktor der „Women's Vocational Foundation“ (女性職業財団, Josei shokugyō zaidan), Vorsitzender des „National Institute for Research Advancement“ (総合研究開発機構, Sōgō kenkyū kaihatsu kikō) und Vorsitzender des Bewerbungskomitees für die Fußballweltmeisterschaft 2002.
Zu Ishiharas Auszeichnungen gehören: 1974 Ehrenmedaille, 1983 „Orden des Heiligen Schatzes“ 1. Klasse, 1985 Spanisches Ehrenkreuz, 1986 Mexikanischer Orden Aguila Azteca, 1989 Zaikai-Orden (財界賞), 1990 Orden des British Empire 2. Klasse, 1991 „Grand Cordon of the Order of the Rising Sun“ 1. Klasse (勲一等旭日大綬章, Kun ittō Kyokujitsu daiju-shō).